# Věroslav Neumann
Věroslav Neumann (27. května 1931 Cítoliby – 21. listopadu 2006 Praha) byl český hudební skladatel.

## Život
Po maturitě na gymnáziu v Praze studoval skladbu na Akademii múzických umění v Praze u Jaroslava Řídkého. Již během studia byl sbormistrem několika pěveckých souborů (Vysokoškolský soubor Zdeňka Nejedlého, ČKD Stalingrad, Soubor S. K. Neumanna, Umělecký soubor ministerstva vnitra). Pracoval jako zahraniční referent v Československém hudebním fondu i jako tajemník a člen Ústředního výboru Svazu československých skladatelů. V té době zkomponoval řadu mládežnických, budovatelských a vojenských písní, sborů a obdobných tendenčních skladeb, za něž byl pravidelně odměňován cenami.
Zlom v jeho životě znamenal rok 1969. V létech tzv. normalizace nebyla, kromě skladeb pro děti, jeho díla provozována. Dětské skladby se mezitím staly součástí trvalého repertoáru dětských souborů v Sovětském svazu a dalších zemích východního bloku a bylo je proto obtížné vymazat. To vedlo k větší koncentraci skladatele na ostatní hudební formy. Ocenění přišlo tentokrát z Francie, kde jeho sbor Soleils Couchants byl vyznamenán na mezinárodní sborové soutěži v Tours (1982). Po roce 1989 byl jmenován ředitelem Pražské konzervatoře.

## Dílo

### Opery
- Opera o komínku. Pěvecko-taneční buffa na text Karla Loose z 18. století (1965-66),
- Gloria. Rozhlasová opera na vlastní libreto podle Karla Čapka (1970)
- Příběh se starou lenoškou (podle Charlese Dickense, 1987)

### Orchestrální skladby
- Óda pro symfonický orchestr (1965-66)
- Pozvánka na koktail (1967)
- Věnování komornímu orchestru (1977)
- Koncert pro trubku, smyčce a magnetofonový pásek (1980)
- Symfonické tance (1984)
- Panorama Prahy. Tři symfonické obrazy pro baryton a orchestr na verše českých básníků (1962)
- Komorní symfonie pro 16 zpěváků a 13 instrumentalistů (1972)
- V Čechách. Kantáta pro dívčí (dětský) sbor a orchestr na verše Jana Čarka a Františka Nechvátala (1983)

### Komorní skladby
- Hudba pro violu a klavír (1968)
- Pět kusů pro dvoje housle (1968)
- Smyčcový kvartet (1969)
- Tři skladby pro varhany (1977)
- Pět dramatických sekvencí pro violoncello a klavír (1978)
- Proklamace pro tubu a klavír (1981)
- Podobizny muže pro housle a klavír (1987)
- Lázeňské dopoledne stárnoucího elegána. Šot pro klarinet a klavír (1987)
- Čtyři variace na zbojnické téma pro klarinet a klavír (1979)

### Sbory
Smíšené sbory
- České poémy (1958),
- A Short Conversation (1966)
- In Memoriam Pablo Neruda (1975)
- Soleils Couchants (slova Paul Verlaine, 1982)
- Atlantida (text Vítězslav Nezval, 1985)

Ženské sbory
- Prstýnek na verše Miroslava Floriana (1961)
- Nářek opuštěné Ariadny podle Monteverdiho (1970)
- Tři ženské sbory s doprovodem flétny na slova Jaroslava Seiferta a Vítězslava Nezvala (1979)
- Svítání (verše Michal Černík, 1983)
- Žaloby (1989)
- Dove Sta Amore, (na slova Lawrence Ferlinghettiho (1985)

Dětské sbory
- Zelená léta (verše František Branislav, 1961)
- Cancáty a jiné fóry pro dětský sbor a klavír (1978)
- Brabenčí polka
- Co je v lese (1979)
- Různá počasí (verše Erich Sojka)
- Vánoce malých zpěváčků, suita českých a moravských lidových koled pro dětský sbor a komorní orchestr (1976)
- Zázračná muzika (písňový cyklus, 1976)
- Tři šňůrky písniček pro děti na slova českých básníků (1976)
- V trávě (verše Ľudmila Podjavorinská a Marie Rázusová, 1980),
- Roztančíme celou zem (1980)
- Co je krásy na světě (1983)
- Brzy z jara (1991)

### Písně
- Osamělá. Čtyři písně na slova staré čínské poezie v českém překladu Bohumila Mathesia (1964)
- Rýmovačky. Pět písniček pro soprán, flétnu a klavír na verše současných českých básníků (1980)
- Když zmlknou ptáci. Čtyři písně pro střední hlas a klavír na verše J. Seiferta (1985)
- Sbohem, Amadee!, pro koloraturní soprán a klavír (1987)